# لوکاس سوارز (بازیکن فوتبال، زاده ۱۹۹۵)
لوکاس سوارز (انگلیسی: Lucas Suárez؛ زادهٔ ۱۷ مارس ۱۹۹۵) بازیکن فوتبال اهل آرژانتین است.
از باشگاه‌هایی که در آن بازی کرده‌است می‌توان به اشاره کرد.
وی همچنین در تیم ملی فوتبال زیر ۲۰ سال آرژانتین بازی کرده‌است.